# Smolotely (zámek)
Smolotely jsou zámek ve stejnojmenné vesnici jihovýchodně od Příbrami ve Středočeském kraji. Předchůdcem zámku bývala středověká tvrz, kterou v první polovině osmnáctého století nechali v pozdně barokním slohu přestavět příslušníci rodu Chanovských z Dlouhé Vsi. Zámecký areál s parkem a bývalým pivovarem je chráněn jako kulturní památka.

## Historie
První písemná zmínka o vsi Smolotely pochází z roku 1336. Kdy byla založena zdejší tvrz není jasné, protože vesnice byla dlouho rozdělena mezi několik majitelů a tvrz byla poprvé zmíněna až v roce 1515.
Ve čtrnáctém století Smolotely patřily k manské soustavě hradu Vrškamýk. V roce 1336 se o ves dělili čtyři zemané: Jaroš a bratři Enuglin, Mikuláš a Jordán. Po založení Karlštejna byly Smolotely převedeny mezi jeho manství. V roce 1357 zde žil Heřman ze Smolotel, ale rozdělení na drobné statky přetrvalo i ve druhé polovině čtrnáctého století. Jeden z nich patřil Zachařovi († 1382) a po něm Oldřichovi a jeho manželce Machně. Majiteli jiného statku byli Ješek Morček a Ješek Zběh a po nich Mikšík. Třetí část měl v držení Kuneš († 1383). Dále přídomek „ze Smolotel“ používali roku 1388 Matěj, v roce 1394 byl zmíněn, tehdy již mrtvý, Diviš a v roce 1399 Přibík, který toho roku daroval kostelu ve Hbitech pět kop grošů.
Na začátku patnáctého století začalo postupné spojování statků. Jeden v roce 1407 patřil Předborovi z Radešína, který roku 1413 získal odúmrť po Janu Sestřencovi tvořenou dvorem ve Smolotelích a poddanými ve Žlakovicích. O čtyři roky později koupil od Linharta ze Smolotel další smolotelský dvůr a poddané ve Žlakovicích a Radaši. Zároveň však stále jinou část vsi drželi roku 1414 Jan a Beneš ze Smolotel. Předbor z Radešína stál během husitských válek na katolické straně a roku 1422 obsadil Černošice a později byl členem posádky na Karlštejně, kde 6. července 1430 zemřel. Ve stejné době bojoval Buzek ze Smolotel na straně husitů a pod jeho velením husité po bitvě u Tachova obsadili tachovský hrad.
Předborův majetek zdědil syn Petr z Radešína, který vlastnil také Lazsko a v roce 1442 od Mrakše ze Smolotel přikoupil další smolotelský dvůr a části vsí Hbity a Solenice. Petr žil ještě v roce 1480, ale o dva roky dříve předal části Smolotel a Pečiček synům Václavovi a Ondřejovi. K Václavovu panství už patřila tvrz, protože jeho syn Zikmund ji roku 1515 prodal se dvorem a vsí Smolotely a platy ve Hbitech, Pečicích, Vesci a podacím právem ve Hbitech Janu Šicovi z Drahenic. O tři roky později Zikmund koupil Smolotely zpět od Hynka Předbora z Radešína, který je mezitím zdědil po Janu Šicovi. V jeho rodu pak zůstaly do roku 1526, kdy je koupil Sixt Kafunk z Chlumu. V následujících desetiletích se ve Smolotelech rychle vystřídala řada majitelů: Jan Roh z Vlkanova (1532), Petr z Újezda (1536), Jindřich Opršál z Jetřichovic, Břetislav z Rýzmberka (1543) a Šimon ze Šanova.
Po Šimonovi statek zdědil syn Adam připomínaný roku 1572 a po něm jeho syn Šebestián ze Šanova, kterému byla vesnice roku 1585 prodána do dědičného vlastnictví. O čtyři roky později ves koupila Šebestiánova manželka Zuzana Šanovcová ze Sudoměře a od ní roku 1605 bratři Kryštof a Jindřich Chanovští z Dlouhé Vsi. Jejich rodu poté statek patřil až do roku 1740, s výjimkou let 1608–1612, kdy majiteli vesnice byli Jeroným Puchfelder a Oldřich z Doudleb. Po smrti Jindřicha Chanovského v roce 1619 panství spravovala vdova Anna z Příchovic jako poručnice nezletilých dětí, ale roku 1634 se stala jeho dědičnou majitelkou. Dědictvím majetek přešel na jejího syna Jana Viléma Chanovského a v roce 1672 jej zdědil jeho mladší syn Adam Maxmilián Chanovský z Dlouhé Vsi.
Chanovští z Dlouhé Vsi nechali v první polovině osmnáctého století starou tvrz přestavět na barokní zámek. Ten od nich roku 1740 koupil Zdeněk Jiří Chřepický z Modliškovic a jeho dědicům patřil až do roku 1809. Za nich zámek vyhořel a v letech 1778–1791 byl opraven. Poté se mezi jeho vlastníky vystřídala řada majitelů a ve druhé polovině dvacátého století zámeckou budovu využíval státní statek. Ve správcovském domě sídlí obecní úřad.

## Stavební podoba
Zbytky původní tvrze se dochovaly v severozápadní a severovýchodní části zámku. Zámek je trojkřídlá jednopatrová budova, jejíž průčelí je zdůrazněné čtyřosým rizalitem, který nahoře vybíhá do trojhranného štítu. Rizalit je obrácen k severu, odkud do budovy vede široký vjezd s okny po stranách. Štít býval zdoben vázami a plechovými chrliči. Mansardovou střechu kryly koncem devatenáctého století šindely.
Hlavní zámecká budova stojí uprostřed krajinářského parku obehnaného kamennou zdí. Do parku vede široká pilířová brána s postranními brankami pro pěší. Do jeho areálu patří budovy bývalého pivovaru upraveného na penzion, správcovského domu a sochy svatého Jana Nepomuckého a svatého Jana Křtitele.
Součástí zámku je kaple sv. Trojice.
Severně od zámku v parku rostla lípa malolistá chráněná jako památný strom. Vysoká byla 21 metrů a obvod kmene měřil 694 centimetrů. Mezi památnými stromy byla uvedena už v roce 1947, ale roku 2003 se vyvrátila.